# Стригово (Брестская область)

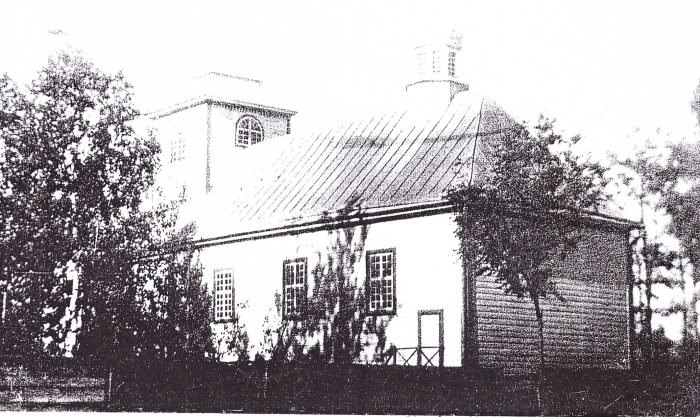
Старая церковь в 1930 г.

Стри́гово (бел. Стрыгава) — агрогородок в Кобринском районе Брестской области Белоруси
. Входит в состав Тевельского сельсовета.
По данным на 1 января 2016 года население составило 571 человек в 217 домохозяйствах.
В агрогородке расположены почтовое отделение, детский сад, средняя школа, центр культуры и досуга, библиотека, фельдшерско-акушерский пункт и два магазина.

## География
Агрогородок расположен в 10 км к северо-западу от города Кобрин, 6 км к юго-востоку от станции Тевли и в 56 км к востоку от Бреста, на автодороге Р102 Кобрин-Каменец.
На 2012 год площадь населённого пункта составила 2,07 км² (207 га).

## История
Населённый пункт известен с 1513 года как деревня, переданная Кобринскому костёлу. В разное время население составляло:
- 1999 год: 223 хозяйства, 590 человек
- 2009 год: 572 человек
- 2016 год[2]: 217 хозяйств, 571 человек
- 2019 год[1]: 575 человек

## Культура
- Музей ГУО «Стриговский детский сад-средняя школа»
- Центр культуры и досуга

## Достопримечательность
- Свято-Владимирская церковь. Этот кирпичный православный храм построен недавно, на рубеже XX—XXI веков
- Памятник в честь 38-го егерского полка, который 13 августа 1812 года около деревни отбил наступление наполеоновской кавалерии
- Братская могила советских воинов

#### Утраченное наследие
- Свято-Семеновская церковь (1810). По словам местных жителей, сгорела во второй половине XX века, находилась недалеко от нового храма
- Усадьба Пузынов